# Rinorea javanica
Rinorea javanica (Blume) Kuntze – gatunek roślin z rodziny fiołkowatych (Violaceae). Występuje naturalnie w Wietnamie, Tajlandii, Malezji, Indonezji (na Sumatrze, Jawie i Celebes) oraz na Filipinach. 

## Morfologia
PokrójZimozielony krzew dorastający do 1–5 m wysokości.
LiścieBlaszka liściowa jest nieco skórzasta i ma rozdwojony, eliptycznie lancetowaty lub eliptyczny kształt. Mierzy 10–17 cm długości oraz 4–5 cm szerokości, jest niemal całobrzega lub ząbkowana na brzegu, ma zbiegającą po ogonku nasadę i spiczasty wierzchołek. Przylistki są lancetowate i osiągają 10–17 mm długości. Ogonek liściowy jest nagi i ma 5–12 mm długości.
KwiatyZebrane w wierzchotkach o długości 1–3 cm, wyrastają z kątów pędów. Mają działki kielicha o kształcie od eliptycznego do trójkątnego i dorastające do 1–2 mm długości. Płatki są podługowate, mają białą barwę oraz 3 mm długości.
OwoceTorebki mierzące 10-20 mm długości, o kształcie od niemal kulistego do elipsoidalnego.

## Biologia i ekologia
Rośnie w lasach oraz na terenach bagnistych. Występuje na wysokości do 1000 m n.p.m.

## Zmienność
W obrębie tego gatunku wyróżniono jedną odmianę:
- R. javanica var. wrayi (King) Ng – występuje w Malezji[6]